# Michel Lethiec
Michel Lethiec, né le 11 décembre 1946 à Poitiers, est un clarinettiste classique français.

## Biographie
Michel Lethiec commence l'étude de la clarinette à Poitiers avec Michel Boisgard, puis au conservatoire de Bordeaux avec Yves Didier et au conservatoire de Paris avec Ulysse Delécluse. Il a également étudié avec Henri Dionnet et Guy Dangain.
Michel Lethiec est un soliste et un chambriste. Il a occupé les postes de 2nd soliste à l'Orchestre de Bordeaux, puis soliste de l'Opéra de Marseille,  puis soliste de l'Orchestre de l'ORTF de Nice, devenu ensuite Orchestre de Cannes Provence Côte d'Azur. 
En soliste il a joué notamment avec le Sinfonia Finlandia Jyväskylä, l'Orchestre philharmonique de Saint-Pétersbourg, l'English Chamber Orchestra, l'Orchestre national du Capitole de Toulouse, l'Orchestre Philharmonique de Nice, l'Orchestre du Mozarteum de Salzbourg, l'Orchestre symphonique de la radio de Prague et l'Orchestre philharmonique de Radio France, Les Philharmoniques de Shangai et de Séoul, Le Philharmonique de Stockholm... 
Il a créé des œuvres de nombreux compositeurs, en particulier Krzysztof Penderecki, John Corigliano, Edison Denisov, Marc-André Dalbavie, Kryštof Mařatka, Claude Ballif, Marcel Landowski, Michel Decoust, Alain Fourchotte, Henri Scolari, Kazuko Narita, Salvador Brotons, Suzanne Giraud... Il est un promoteur reconnu de la musique contemporaine et il est dédicataire de nombreuses œuvres. 
Michel Lethiec enseigne de 1995 jusqu'en 2016 au Conservatoire National Supérieur de Musique de Paris et depuis 1980 au Conservatoire de Nice, il donne régulièrement des master classes dans les grandes institutions étrangères et est l'invité des jurys de concours internationaux (Genève, Leipzig, Prague, Munich, Lancelot...). 
Directeur artistique du Festival Pablo Casals de Prades (Pyrénées-Orientales) de 1980 à 2020 et Fondateur avec Fred Muccioli et le Maire de Prades Louis Monestier de L'Academie internationale de Musique de chambre, il y a également créé un Concours de composition, 26 éditions “ Prades au Théâtre des Champs Elysées “  à Paris, des éditions dans d'autres capitales: Séoul, Tel Aviv, Tokyo, Barcelone, Sao Paulo, New York, Pékin...
Artiste Selmer ( jouant Récital ) et Vandoren ( Becs cristal, B 40, BD6 HD )

## Distinctions
Il est chevalier de l'Ordre national du Mérite et de l'Ordre des Arts et Lettres.

## Discographie sélective
Michel Lethiec a enregistré une discographie importante pour divers labels: Lyrinx, Naxos, Arion, RCA, Bis, Talent et Actes Sud. Il a obtenu deux grands prix du disque (Ascèses de Jolivet et Contrastes de Bartók, avec G. Poulet et N. Lee). Il a enregistré plusieurs premières mondiales comme: les trois concertos de Penderecki (Arion), Luminarium de Kryštof Mařatka (Arion). En 2009, il a réalisé les enregistrements d’une intégrale de Brahms (Lyrinx), de Porgy and Bess de G. Gershwin, suite pour clarinette et orchestre, transcrite par Frank Villard (Naxos), et Des Rêves et des Prières d’Isaac l’Aveugle , d’ Osvaldo Golijov (Lyrinx).
- Prokofiev, Quintette op.39, avec les Solistes de Marseille, Lyrinx
- Poulenc, Debussy, Berg, Hindemith, sonates, avec Denis Weber, 1976, Lyrinx
- Jolivet, Asceses et Rhapsodie à sept, avec les Solistes de Marseille, 1977, Lyrinx
- Beethoven et Brahms, Trios, avec Genevièves Teulières et Denis Weber, 1980, Lyrinx
- Rossini, Introduction, Thème et Variations / Variations en ut,  Bellini, concerto, ( avec Léonard Friedman et le Scottosh Baroque Ensemble), 1983, Lyrinx
- Mozart, Quintette, avec le Mozarteum String Quintet, 1984, Lyrinx
- Tomasi, Invocations et Danses rituelles, avec Alain Marion et Marielle Nordmann, 1985, Lyrinx
- Brahms, Quintette ( avec Lindsay quartet ) Trio ( avec Truls Mork et Katia Skanavi ) Sonates ( avec Jean Claude Pennetier ), 1991, 1995, Lyrinx
- Bartok, Contrastes ( avec Gérard Poulet et Noël Lee ) ,Arion
- Pleyel, Concerto, Sonderjyllands Symfoniorkester, dir. Jean Pierre  Wallez, 1992, Classic
- Stravinsky, Histoire du soldat ( version trio ), 3 pièces, 1993, Saphir
- Weber quintette ( version avec orchestre ), Spohr, Variations, Baermann, Adagio, Cimarosa, Concerto, avec Concentus Hungaricus, 1991, Sonophil
- Poulenc, Invitation au chateau ( avec Gérard Poulet et Christian Ivaldi ) Arion
- Poulenc, sonate, avec Gabriel Tacchino
- Beethoven Septet, Schubert Octet, collection Prades festival,  Lyrinx
- Lars-Erik Larsson,  12 concertinos, op. 45, 1991, Bis
- Beethoven, Trio ( avec Gary Hoffman et Sabine Latin ), Duos ( avec Amaury Wallez ) 1992, Actes Sud
- Belaubre, Musique de chambre, 1994
- Hummel, Vanhal, Kreutzer, Quartets, avec le Nouveau Trio Pasquier, 1990, Talent
- Kurtag, Trio - Pesson, récréations françaises, 1997, Arion
- Mozart, Concerto, avec l'orchestre de Chambre d'Auvergne, Jean Jacques Kantorow, 1999
- Risset, Concerto, avec l'Orchestre Cannes Provence Côte d'Azur, Philiuppe Bender
- Carter, Chamber music
- Glinka, Trio pathétique, avec Amaury Wallez et Igor Lazko, Suoni colore
- Mozart, Quintette avec clarinette, avec G.Poulet, R. Pasquier, V. Mendelssohn, 2001, Arion
- Krzysztof Penderecki, 3 Concertos pour clarinette, 2000
- Francaix, trio avec Gérard Caussé et Christian Ivaldi, Auric, Trio, avec J.L. Capezzali et L. Lefèvre, 2000, Arion
- Fourchotte, Musique de chambre
- Mozart, Kegelstatt Trio ( avec Bruno Pasquier, Carl Engel ) Beethoven Trio ( avec Arto Noras, Jean Claude Landen Eynden ) Festival de Prades, 2002, Lyrinx
- Jean-Baptiste Vanhal, Concertos pour clarinette, hautbois et basson, 2003, Talent
- Sciarrino, Musique de chambre, 2003, Arion
- Théodore Gouvy, Septet, Ottetto, Petite Suite Gauloise, avec Les Solistes de Prades, enregistré par K617, 2004
- Barabbas Dialogues ( Naantali Festival ) , 2004, CPO
- Penderecki, Sextet, Clarinet Quartet, Cello Divertimenti, Naxos, 2003
- Penderecki, Eternal, Naxos, 2008
- Golijov , “ Les larmes et les prières d'Isaac l'aveugle “ ( live ), avec Artis quartet et Bloch, Prières, avec Itamar Golan
- George Gershwin, Clarinet and Strings Music: Clarinet and Strings Music - Porgy and Bess Suite / An American in Paris / Préludes, avec le Sinfonia Finlandia, Gallois, Naxos, 2009
- Bernard Herrmann, Souvenirs de Voyage / David Del Tredici, Magyar Madness avec Fine Arts Quartet, Naxos, 2016 ( live )
- Krystof Maratka,   Luminarium ( concerto ) Arboretum ( quintette avec cordes ) Bachorky ( trio avec alto, piano et flutes archaïques ), Sylinx ( solo ) , Arion  2018
- Krzysztof Penderecki, double concerto pour flûte, clarinette et orchestre, Dux, 2024

## Ouvrages
- Principaux traits d'orchestre : pour la clarinette, Paris : Éditions musicales transatlantiques, cop. 1979, 58 p., (BNF 39744564)
- Voyages en clarinette de Yves Didier, Michel Lethiec, François Sauzeau,  Bourg-la-Reine : Éditions Auguste Zurfluh, cop. 2008,  vol. (95 p.) et 1 DVD, (BNF 41264075)